# Барласина
Барласѝна (на италиански: Barlassina, на западноломбардски: Barlasìna, Барлазина) е градче и община в Северна Италия, провинция Монца и Брианца, регион Ломбардия. Разположено е на 227 m надморска височина. Населението на общината е 6887 души (към 2010 г.).
До 2004 г. общината е част от провинция Милано.